# Municipio de Cranberry (Ohio)
El municipio de Cranberry (en inglés, Cranberry Township) es un municipio del condado de Crawford, Ohio, Estados Unidos. Tiene una población estimada, a mediados de 2023, de 1407 habitantes.

## Geografía
Está ubicado en las coordenadas 40°57′17″N 82°50′19″O / 40.95472, -82.83861. Según la Oficina del Censo, tiene una superficie total de 72.98 km², de los cuales 72.95 km² corresponden a tierra firme y 0.03 km² están cubiertos de agua.

## Demografía
Según el censo de 2020, en ese momento había 1477 personas residiendo en la zona. La densidad de población era de 20.25 hab./km². El 96.8 % de los habitantes eran blancos, el 0.2 % eran afroamericanos, el 0.1 % era amerindio, el 0.1 % eran asiáticos, el 0.1 % era isleño del Pacífico, el 0.4 % eran de otras razas y el 2.3 % eran de una mezcla de razas. Del total de la población, el 1.22 % eran hispanos o latinos de cualquier raza.